# مانويل خيمينيز (ملاكم)
مانويل خيمينيز (بالإسبانية: Manuel Jiménez)‏ (10 أغسطس 1990 بمكسيكالي في المكسيك - ) هو ملاكم مكسيكي، صنّف ضمن فئة Mini flyweight ‏.

## إحصائيات
خاض خلال مسيرته 22 نزالا، فاز في 13 وتعادل في 1 وخسر في 8. فاز بالضربة القاضية في 7 نزالات.

## روابط خارجية
- مانويل خيمينيز على موقع بوكس ريك (الإنجليزية) (registration required)